# Chakassische Autonome Oblast
De Chakassische Autonome Oblast (Russisch: Хакасская автономная область, Chakasskaja avtonomnaja oblast) was een autonome oblast in de Sovjet-Unie. De autonome oblast ontstond op 10 oktober 1930 uit de kraj West-Siberië. In 1990 werd de status van de autonome oblast verhoogd tot Chakassische Autonome Socialistische Sovjetrepubliek. Na het uiteenvallen van de Sovjet-Unie werd het gebied onderdeel van de autonome republiek Chakassië in de Russische Federatie.